# Lauterbach (Rohrdorf)

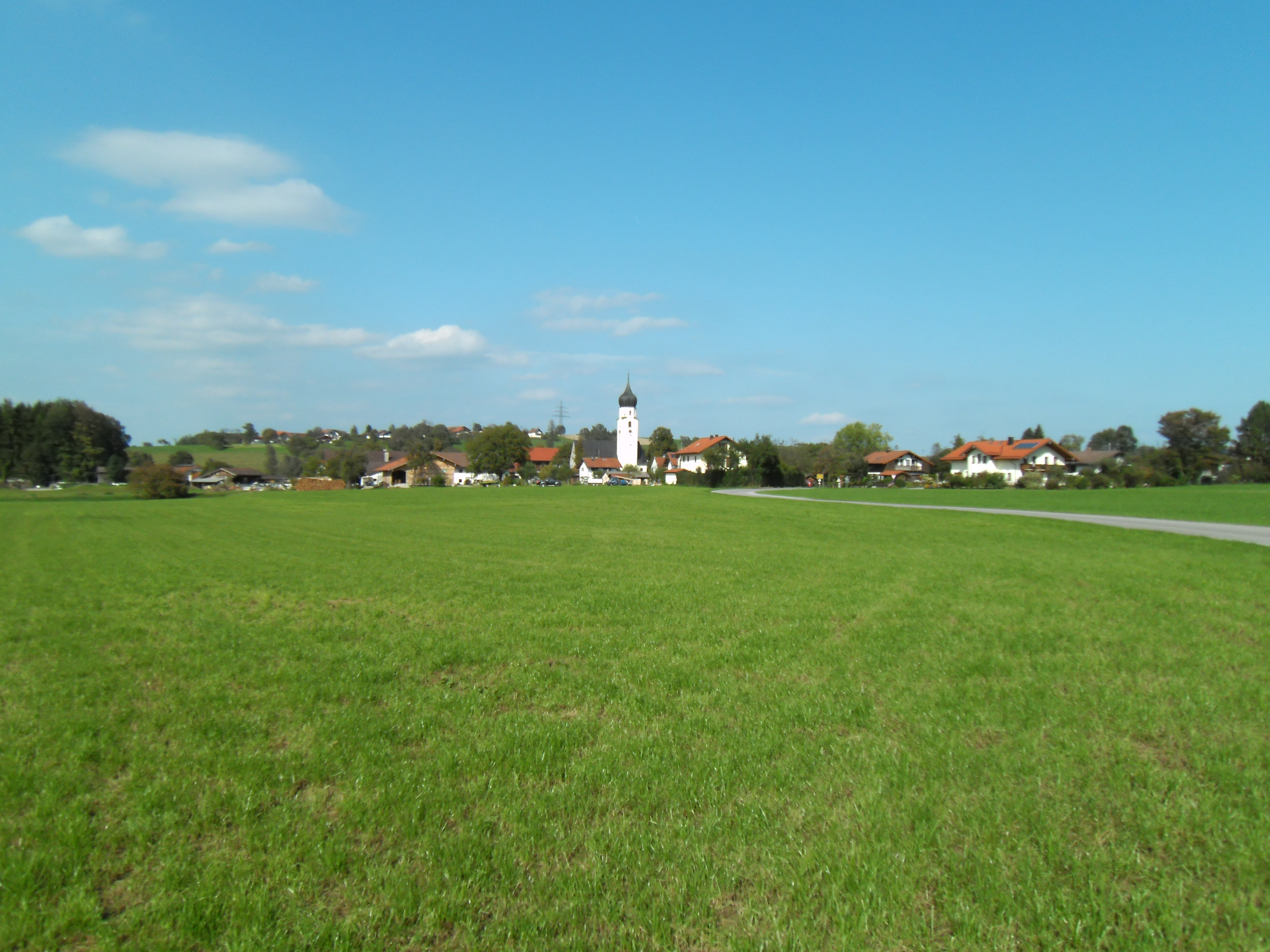
Lauterbach, aus südlicher Richtung gesehen

Lauterbach ist ein Gemeindeteil der Gemeinde Rohrdorf im Landkreis Rosenheim, Regierungsbezirk Oberbayern.

## Geographische Lage
Die Gemeindeteile von Rohrdorf liegen im Chiemgauer Voralpenland südöstlich der Stadt Rosenheim, sämtlich östlich des Inns. Lauterbach liegt nordöstlich des Dorfkerns von Rohrdorf und südlich der Gemeinde Riedering sowie des Simssees.

Dorfpartie mit der katholischen Kirche St. Johann Baptist (April 2020)

## Geschichte
Erstmals urkundlich erwähnt wird Lauterbach 788/790 in der Notitia Arnonis, einer Aufstellung aller Güter und Besitzungen der Kirche Salzburg auf herzoglich-bayerischem Gebiet anlässlich der Eingliederung Bayerns in das Frankenreich Karls des Großen. Darin genannt sind unter zahlreichen anderen Ortschaften auch die beiden Dörfer Rohrdorf und Höhenmoos, die seinerzeit bereits Kirchdörfer waren. Die damaligen Ortsbezeichnungen lauteten: Lutrinpah, Rordorf beziehungsweise Huinmos.
Am 1. Januar 1972 wurde die bis dahin eigenständige Gemeinde Lauterbach mit ihrer 5,63 km² großen Gemarkung und ihren Ortsteilen Lauterbach, Esbaum, Haslach, Schaurain und Immelberg im Rahmen der bayerischen Gebietsreform in die Gemeinde Rohrdorf eingegliedert. Zu diesem Zeitpunkt hatte die Ortschaft 459 Einwohner.

## Demographie
| Jahr | Einwohnerzahl | Anmerkungen                                                                |
| ---- | ------------- | -------------------------------------------------------------------------- |
| 1817 | 89            | in 16 Wohngebäuden, gezählt 1817 im Dekanat Söllhuben                      |
| 1824 | 94            | 23 Familien, 17 Häuser, gezählt im Verwaltungsjahr 1823/24 des Isarkreises |
| 1840 | 216           | [ 9 ]                                                                      |
| 1861 | 210           | [ 9 ]                                                                      |
| 1880 | 199           | [ 9 ]                                                                      |
| 1900 | 222           | [ 9 ]                                                                      |
| 1905 | 249           | [ 9 ]                                                                      |
| 1910 | 250           | [ 9 ]                                                                      |
| 1919 | 234           | [ 9 ]                                                                      |
| 1925 | 241           | [ 9 ]                                                                      |
| 1933 | 243           | [ 10 ]                                                                     |
| 1939 | 232           | , nach anderen Angaben 233 Einwohner                                       |
| 1946 | 238           | [ 9 ]                                                                      |
| 1950 | 361           | Aufnahme von Vertriebenen                                                  |
| 1952 | 333           | [ 9 ]                                                                      |
| 1972 | 459           | am 1. Januar 1972, Zeitpunkt der Eingemeindung                             |

## Verkehr

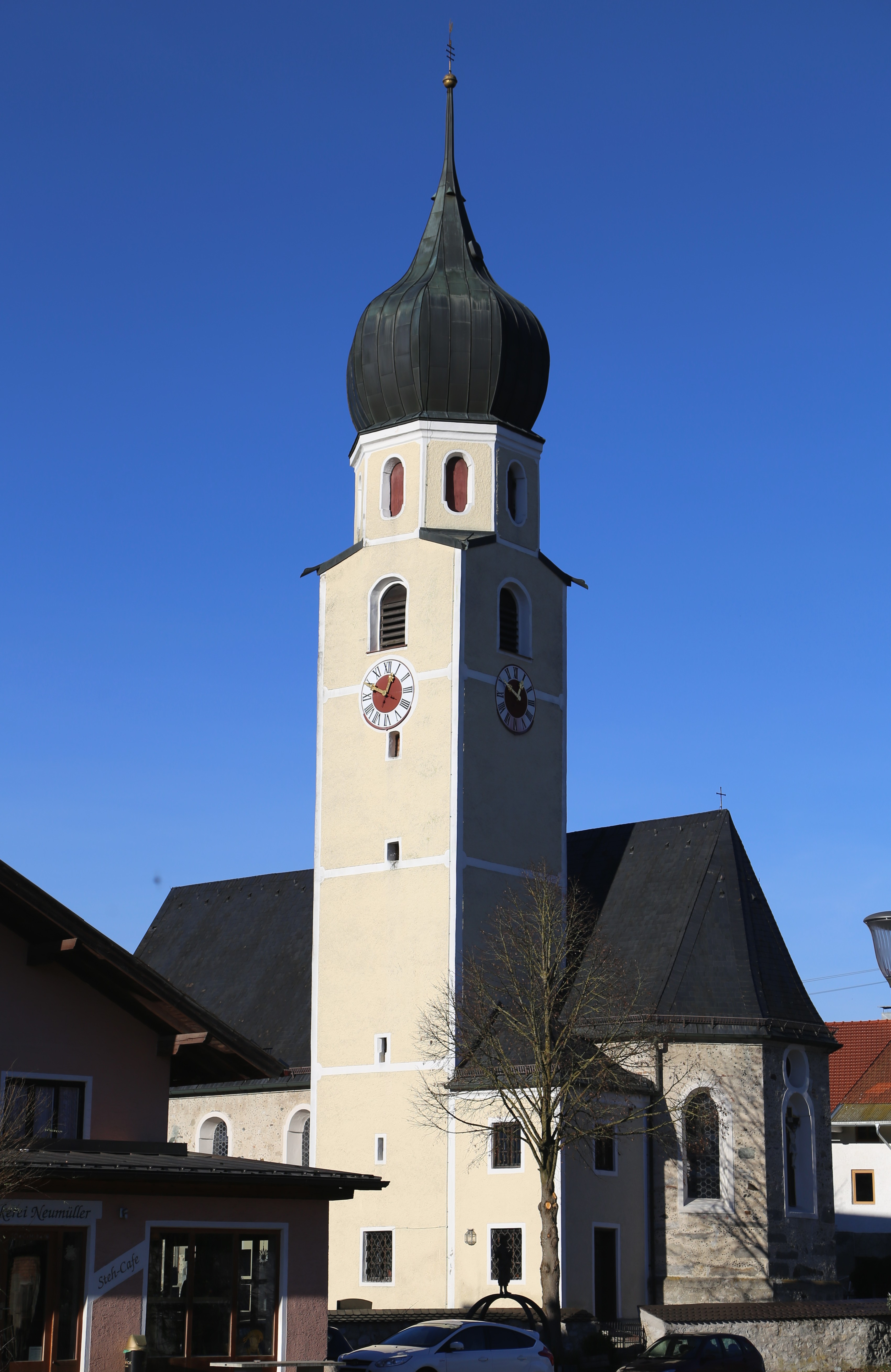
Dorfkirche St. Johann Baptist

Von Lauterbach aus führen Landstraßen nach Rosenheim, Höhenmoos, Achenmühle und Riedering. Lauterbach hat eine Haltestelle der DB-Omnibuslinie 9493 Roßholzen – Törwang – Lauterbach – Rosenheim. Das Straßennetz ist sowohl über den Rohrdorfer Ortsteil Achenmühle an die Bundesautobahn 8 angeschlossen als auch über die Autobahnzufahrt in Rohrdorf. Über die Autobahn beträgt die Entfernung nach München ca. 70 km, nach Salzburg ca. 85 km.

## Sehenswürdigkeiten
Die katholische Dorfkirche St. Johann Baptist in Lauterbach ist ein spätgotischer Bau mit Zwiebelturm.